# 塔米拉·门萨
塔米拉·玛丽亚马·门萨-斯托克（英語：Tamyra Mariama Mensah-Stock，1992年10月11日—）生于芝加哥，美国女子自由式摔跤运动员，2021年8月3日，她在2020东京奥运夺得女子自由式68公斤級项目的金牌。